# Can Vidal i Mascaró
Can Vidal i Mascaró és un monument del municipi de Vilanova i la Geltrú (Garraf) protegit com a bé cultural d'interès local.

## Descripció
Edifici de planta gairebé quadrada i de grans dimensions, de planta baixa i dos pisos, situat a la plaça dels Cotxes i que també dona als carrers de Caputxins i de la Fruita.
La façana principal s'obre a la plaça. Presenta, a la planta baixa, tres obertures d'arc escarser i una petita porta allindanada amb finestra superior, fruit d'una reforma. Les obertures dels dos pisos són allindanades, totes són balcons amb barana de ferro. La resta de les façanes presenta unes característiques semblants. L'edifici es corona amb una barana d'obra.
L'element més remarcable del conjunt és una torratxa que sobresurt del terrat. És de planta quadrada que es transforma en octogonal i està coronada per una barana calada.

## Història
Construïda a finals del segle xviii per encàrrec de Don Juan Vidal. Se sap que abans de 1787 es va col·locar la imatge de Sant Joan Baptista en una fornícula que hi ha a la façana de la plaça dels cotxes. L'any 1941 es van realitzar una sèrie de reformes a l'interior de l'habitatge, concretament a la primera planta i amb la conformitat de l'arquitecte municipal Josep Maria Miró i Guibernau. Dos anys més tard es van obrir una porta i una finestra a la planta baixa, també amb la conformitat de l'arquitecte municipal.
Actualment l'edifici s'utilitza com a habitatge plurifamiliar, com a dependències de la Policia Nacional i com a local comercial.